# Muricilândia
Muricilândia – miasto i gmina w Brazylii, w stanie Tocantins. Znajduje się w mezoregionie Ocidental do Tocantins i mikroregionie Araguaína, 449 km od stolicy stanu, Palmas. W 2019 była zamieszkiwana przez 3587 mieszkańców.